# Схеллинкс, Виллем
Виллем Схеллинкс (нидерл. Willem Schellinks, Schellinger, Schellinx; 2 февраля 1627, Амстердам — 12 октября 1678, Амстердам) — голландский рисовальщик, живописец и гравёр, мастер офорта, пейзажист, маринист Золотого века голландской живописи. «Малый голландец». Был также поэтом и одним из самых путешествующих голландских художников своего времени.

## Биография
Виллем Схеллинкс родился в семье художников в Амстердаме. Он был сыном геодезиста и братом Даниэла Схеллинкса (1627—1701), также живописца-пейзажиста. Другой брат, Якоб, занялся китобойным промыслом. После окончания учёбы в 1646 году у живописца и гравёра Карела Дюжардена в возрасте около двадцати лет Виллем Схеллинкс с Ламбертом Домером отправился во Францию. После этого он в 1661—1665 годах предпринял ещё одно путешествие в качестве проводника некоего г-на «Якоба Тьерри де Йонга», молодого джентльмена в его Гранд-туре.
В 1646 году Виллем в компании с Ламбертом Домером путешествовал вдоль Луары и Сены, а между 1661 и 1665 годами посетил Англию, Францию, Италию, Сицилию, Мальту, Германию и Швейцарию, записывая свои впечатления в дневнике и фиксируя в виде рисунков. Схеллинкс собрал свои рисунки и заметки о последнем путешествии в три тома, которые остались неопубликованными, но которые он сохранил для друзей. Эти тома приобрёл художник-гравер Арну ван Хален, а историографу Арнольду Хоубракену было разрешено их прочитать. В Риме Схеллинкс стал членом общества иностранных художников «Перелётные птицы», или «Бент» (нидерл. bent — клуб, собрание, нидерл. Bent vogels — перелётные птицы, или нидерл. Bentvueghels — «птицы пера»).
Его путь домой из Италии пролегал из Венеции в Падую, через Верону, Мантую, Тренто и Мюнхен. В Мюнхене он посетил все комнаты недавно построенного дворца баварских графов и описал все картины и статуи, которые он там видел. Затем он продолжил путь в Аугсбург, Регенсбург, Нюрнберг, Ханау, Франкфурт, Вормс, Франкенталь, Гейдельберг, Шпейер, Страсбург, Брайзах, Базель, Цюрих, Баден, Берн, Майнц, Кёльн, Мюльхайм, Дюссельдорф, Клев, Неймеген и Утрехт, куда он прибыл 23 августа 1665 года.
Рукописный дневник Схеллинкса, написанный через несколько лет после его путешествия и основанный на его ныне утерянных записях, хранится в Королевской библиотеке Копенгагена. Часть дневника, освещающая его поездку в Англию, была опубликована на английском языке. В дневнике содержится важная информация об условиях путешествий в XVII веке. Хотя Схеллинкс не выказывает большого понимания взглядов на искусство или подхода к пейзажной живописи, его описание коллекций произведений искусства в римских дворцах могло бы заполнить пробел в голландской туристической литературе его времени. Некоторые из зарисовок художника были также использованы при составлении знаменитого Атласа Блау-Ван дер Хема, изданного в Амстердаме между 1649 и 1673 годами.

## Творчество
Виллем Схеллинкс в основном рисовал и писал голландские и итальянские виды, виды рек и гаваней, деревенские хижины или древние руины с отдыхающими всадниками и охотничьими отрядами. Он также написал ряд «зимних сцен». Во многом он перенимал манеру других художников, особенно итальянских мастеров. Однако его работы настолько редки, что многие из них ошибочно приписывали другим художникам. После смерти Схеллинкса Фредерик де Мушерон завершил многие из его картин и добавил к ним фигуры.
Большое влияние на творчество Виллема Схеллинкса оказал Ян Асселин, который был известен главным образом как живописец, писавший итальянские пейзажи с руинами, но, кроме того, он разработал новый тип зимних пейзажей. Вместо традиционного типа зимнего пейзажа с фигурами, Асселин писал пейзажи, в которых композиционные элементы ограничивались несколькими крупными мотивами и редкими фигурами, используемыми только для оживления сцены. Его главной целью было тонко передать зимнюю атмосферу. Эти зимние пейзажи послужили важным источником вдохновения для композиций Схеллинкса. Так, картина «Городские стены зимой» (Рейксмюсеум, Амстердам) изначально приписывалась Асселину. Этот зимний пейзаж был вдохновлен композицией Асселина из английской частной коллекции.
Схеллинкс часто сотрудничал с другими художниками, для которых писал либо пейзажи, либо фигуры. Он использовал и свои ранние рисунки, сделанные в Англии в качестве основы для картин, изображающих успешный морской рейд голландцев на английский флот в Чатеме в 1667 году во время Второй англо-голландской войны. Он изображает момент триумфа голландцев, показывая английский военный флот, прибывший слишком поздно.
В санкт-петербургском Эрмитаже имеется три пейзажа работы Виллема Схеллинкса.

## Галерея

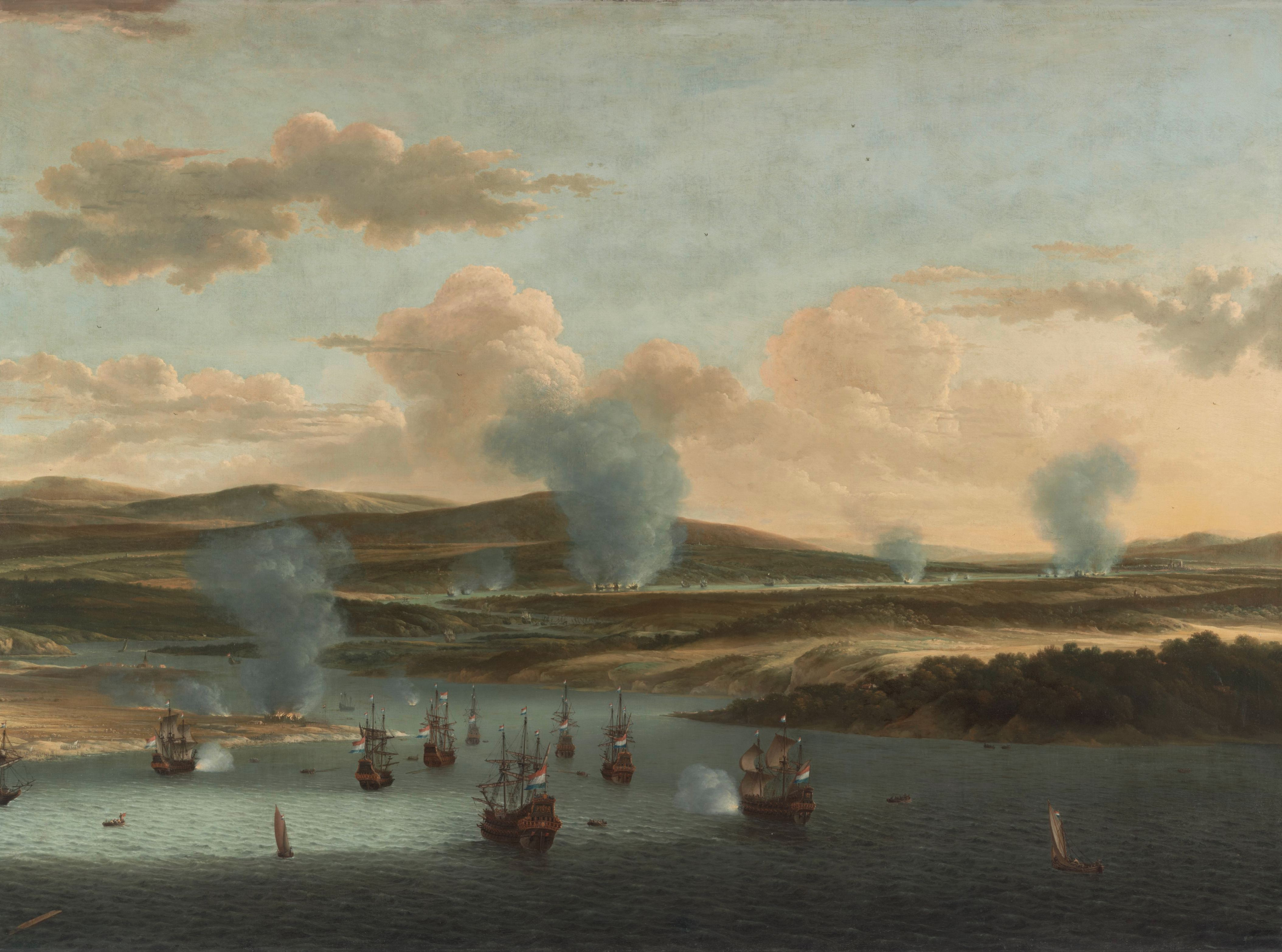
Рейд на Медуэй. Ок. 1668. Холст, масло. Рейксмюсеум, Амстердам
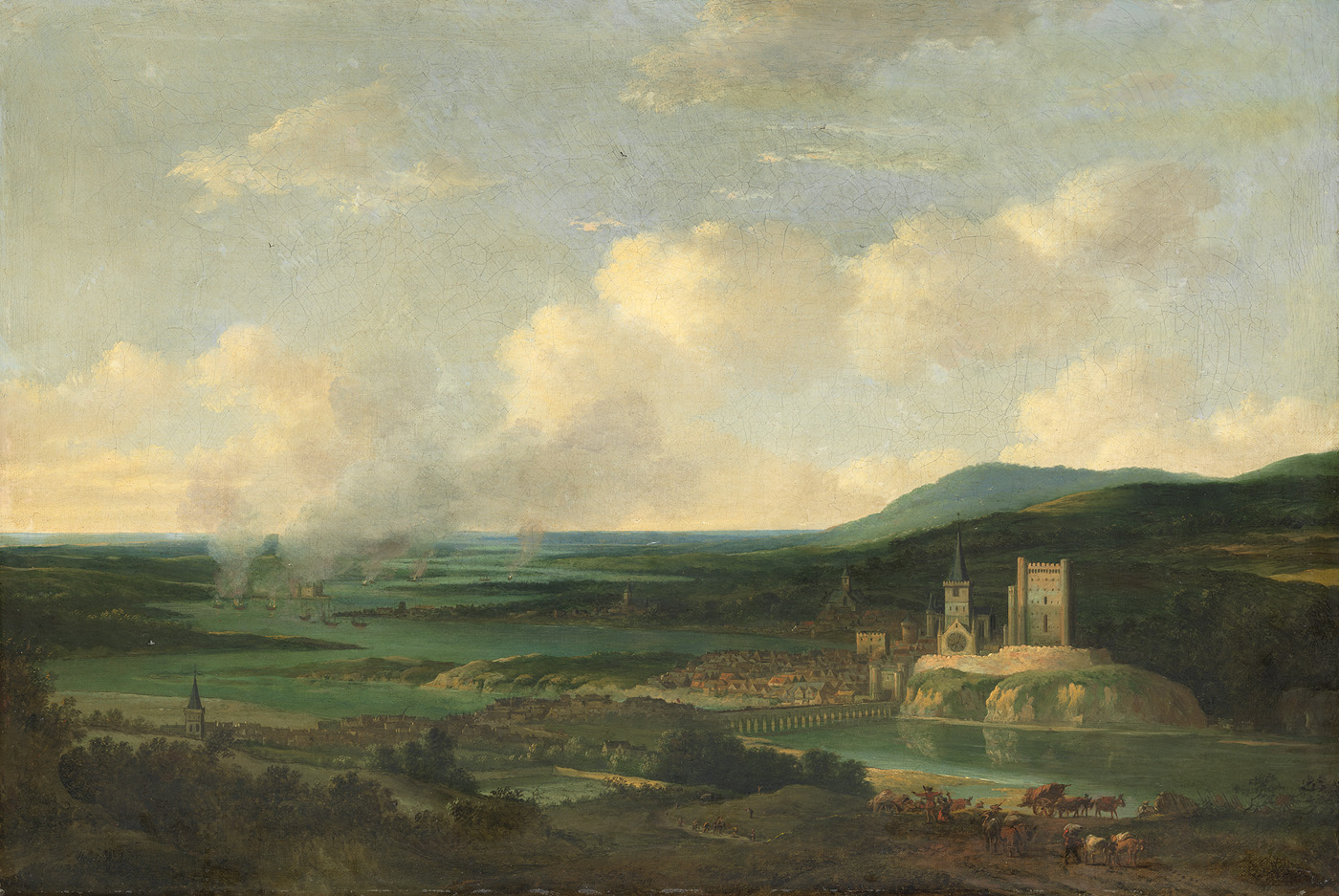
Сожжение английского флота на Медуэе (июнь 1667 г.). Между 1667 и 1678. Холст, масло. Исторический музей, Амстердам
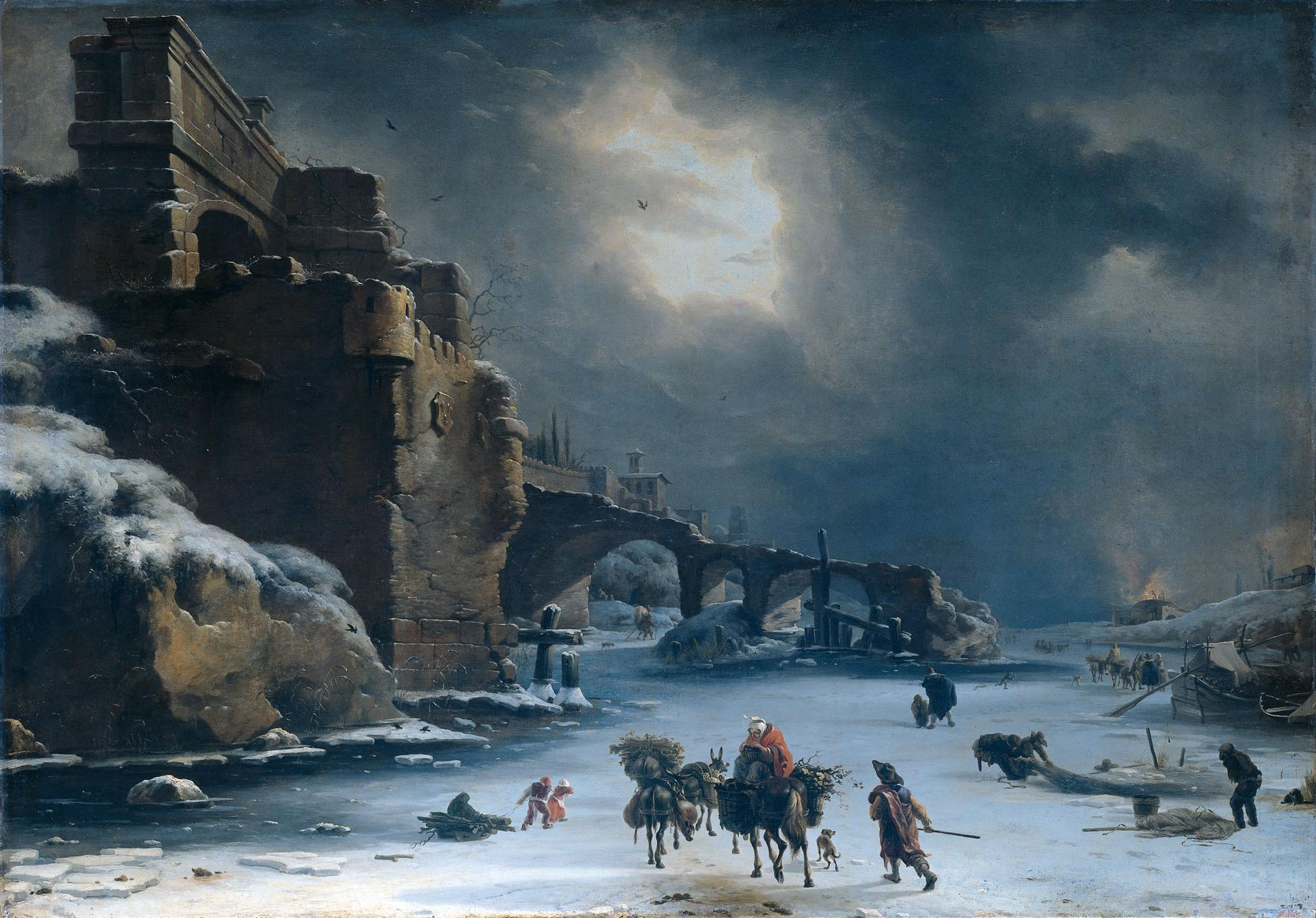
Городские стены зимой. Между 1650 и 1670. Холст, масло. Рейксмюсеум, Амстердам
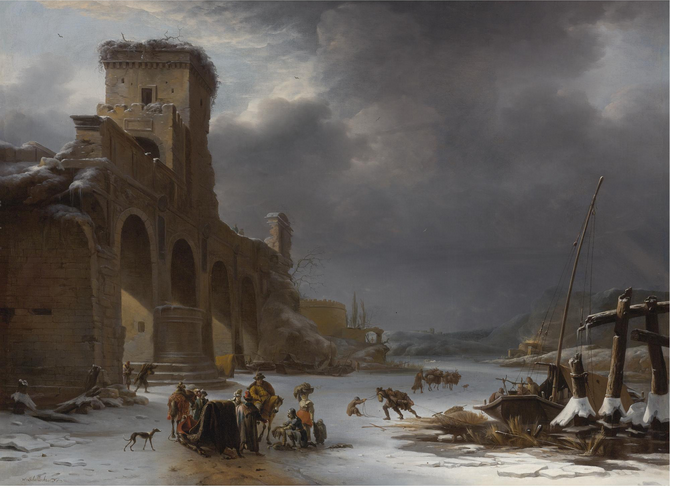
Зимний пейзаж с Тибром и мостом Мильвио. Рим. Холст, масло. Частное собрание
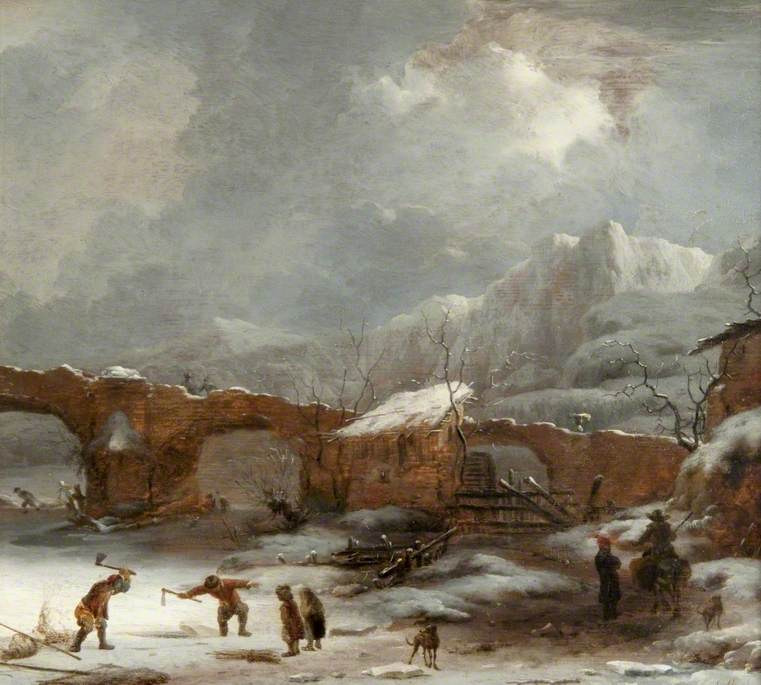
Зимний пейзаж с мостом через Рону. Ок. 1655. Дерево, масло. Художественная галерея и музей Келвингроув, Глазго